# A beteljesült mesék szomorúsága
A beteljesült mesék szomorúsága – eredeti címén Smutek spełnionych baśni – Józef Kozielecki lengyel szerző műve, 1979-ben jelent meg. Józef Kozielecki pszichológus, egyetemi tanár és kutató a Varsói Egyetem Pszichológiai Karán. Alapvető kutatási témája a kognitív pszichológia, de más kérdésekkel, a pszichológiai kutatások újabb irányvonalaival is foglalkozik.
Maga a mű egy sci-fi témakörbe sorolható tudományos anekdotagyűjtemény, amelynek szinte minden egyes eleme alapvető filozófiai problémákat vet fel. Magyar fordítása 1983-ban jelent meg az Európa Könyvkiadó „Modern könyvtár” kiskönyvsorozatában.

## Tartalom
A kötet rövid „egyperces” novellák sorozata. Összesen 31 humoros novellából áll, utószavát Stanisław Lem írta.
A magyar kiadás fejezetei (oldalszámokkal):
- Az események krónikája (5)
- A természet jóindulata (8)
- Vissza az őskezdethez (14)
- Azok a kék pókok (25)
- Az Ábrahám-féle közvetítő egység (31)
- A mérgező hullám (37)
- Az egoista öregember (44)
- Édes gyűlölet (51)
- A titok mélyére hatolni (57)
- Hamis riadó (64)
- A Jonathan-kultusz (70)
- A forró gleccser (77)
- Homes eleven bricskája (83)
- Mindenkin kitörhet az őrület (89)
- A galambok szelídsége (98)
- Pirruszi győzelem (106)
- Életrulett (112)
- Az évszázad bűnügye (120)
- A pulykák különös szokásai (126)
- A Cross-törvények (131)
- Brown radírja (136)
- Ibolyaszínű árnyékok (142)
- Sületlen kenyér egy kenyérgyárból (148)
- Bizonytalanság (153)
- Nem tépnek szét minket a hollók és varjak (158)
- Mindguard (164)
- Üvegvilág (170)
- Az áttetsző én (175)
- Saját ábrázatukra és hasonlatosságukra (180)
- A rózsaszínű por (186)
- Megvilágosodás (192)
- Utószó (Stanisław Lem, 197)

## Magyarul
- A beteljesült mesék szomorúsága; ford. Kálmán Judit, utószó Stanisław Lem; Európa, Bp., 1983 (Modern könyvtár)